# Fosfinit
Fosfiniti su organofosforna jedinjenja sa formulom . Oni se koriste kao ligandi u homogenoj katalizi i koordinacionoj hemiji.

## Priprema
Fosfiniti se pripremaju alkoholizom organofosfinskih hlorida. Na primer, tretman hlorodifenilfosfina sa metanolom i bazom daje metil difenilfosfonit:
Mada su oni estri fosfinske kiselione (R2POH), fosfiniti se formiraju putem takivih intermedijera.

## Reakcije
Oksidacija fosfinita daje fosfinate:
Fosfiniti su ligandi koji formiju derivate slične metal fosfinskim kompleksima. Oni su jači pi-akceptori od tipičnih fosfinskih liganda.